# Episodi di Casualty (venticinquesima stagione)
La venticinquesima stagione della serie televisiva Casualty è stata trasmessa in anteprima nel Regno Unito da BBC One tra il 4 settembre 2010 e il 6 agosto 2011.
| nº | Titolo originale             | Titolo italiano | Prima TV UK       | Prima TV Italia |
| -- | ---------------------------- | --------------- | ----------------- | --------------- |
| 1  | Entry Wounds                 |                 | 4 settembre 2010  |                 |
| 2  | The Blame Game               |                 | 11 settembre 2010 |                 |
| 3  | Chaos Theory                 |                 | 18 settembre 2010 |                 |
| 4  | Only the Lonely              |                 | 25 settembre 2010 |                 |
| 5  | Into the Fog                 |                 | 2 ottobre 2010    |                 |
| 6  | Eliminate the Negative       |                 | 9 ottobre 2010    |                 |
| 7  | Reasons Unknown              |                 | 16 ottobre 2010   |                 |
| 8  | Employee of the Week         |                 | 23 ottobre 2010   |                 |
| 9  | No Place Like Home           |                 | 30 ottobre 2010   |                 |
| 10 | Hands On                     |                 | 6 novembre 2010   |                 |
| 11 | The Enemy Within             |                 | 13 novembre 2010  |                 |
| 12 | Guilty Secrets               |                 | 20 novembre 2010  |                 |
| 13 | Truth Will Out               |                 | 27 novembre 2010  |                 |
| 14 | Grandiosity                  |                 | 4 dicembre 2010   |                 |
| 15 | What Lies Beneath            |                 | 11 dicembre 2010  |                 |
| 16 | Season of Goodwill           |                 | 18 dicembre 2010  |                 |
| 17 | Winter Wonderland            |                 | 27 dicembre 2010  |                 |
| 18 | All the Time in the World    |                 | 2 gennaio 2011    |                 |
| 19 | Epiphany                     |                 | 8 gennaio 2011    |                 |
| 20 | Altered States               |                 | 15 gennaio 2011   |                 |
| 21 | Choose Your Illusion         |                 | 22 gennaio 2011   |                 |
| 22 | A Lion Roars                 |                 | 29 gennaio 2011   |                 |
| 23 | Place of Safety              |                 | 5 febbraio 2011   |                 |
| 24 | Duty of Care                 |                 | 12 febbraio 2011  |                 |
| 25 | Till Death Us Do Part        |                 | 19 febbraio 2011  |                 |
| 26 | Boys Will Be Boys            |                 | 26 febbraio 2011  |                 |
| 27 | Less than Zero               |                 | 5 marzo 2011      |                 |
| 28 | Only Human                   |                 | 12 marzo 2011     |                 |
| 29 | Secrets and Lies             |                 | 26 marzo 2011     |                 |
| 30 | Just Because You're Paranoid |                 | 2 aprile 2011     |                 |
| 31 | Starting Over                |                 | 9 aprile 2011     |                 |
| 32 | A Real Shame                 |                 | 16 aprile 2011    |                 |
| 33 | Before the Fall              |                 | 23 aprile 2011    |                 |
| 34 | Momentum                     |                 | 30 aprile 2011    |                 |
| 35 | Deception                    |                 | 7 maggio 2011     |                 |
| 36 | A Quiet Life                 |                 | 21 maggio 2011    |                 |
| 37 | When the Bough Breaks        |                 | 28 maggio 2011    |                 |
| 38 | The Gift of Life             |                 | 4 giugno 2011     |                 |
| 39 | One Good Day                 |                 | 11 giugno 2011    |                 |
| 40 | Keep on Running (Part 1)     |                 | 18 giugno 2011    |                 |
| 41 | Keep on Running (Part 2)     |                 | 25 giugno 2011    |                 |
| 42 | Rogue                        |                 | 2 luglio 2011     |                 |
| 43 | Divine Intervention          |                 | 9 luglio 2011     |                 |
| 44 | Pascal's Wager               |                 | 16 luglio 2011    |                 |
| 45 | System Error                 |                 | 23 luglio 2011    |                 |
| 46 | When You're Smiling          |                 | 30 luglio 2011    |                 |
| 47 | Thanks for Today             |                 | 6 agosto 2011     |                 |